# San Gregorio Armeno
Koordinaten: 40° 50′ 58,8″ N, 14° 15′ 27,2″ O

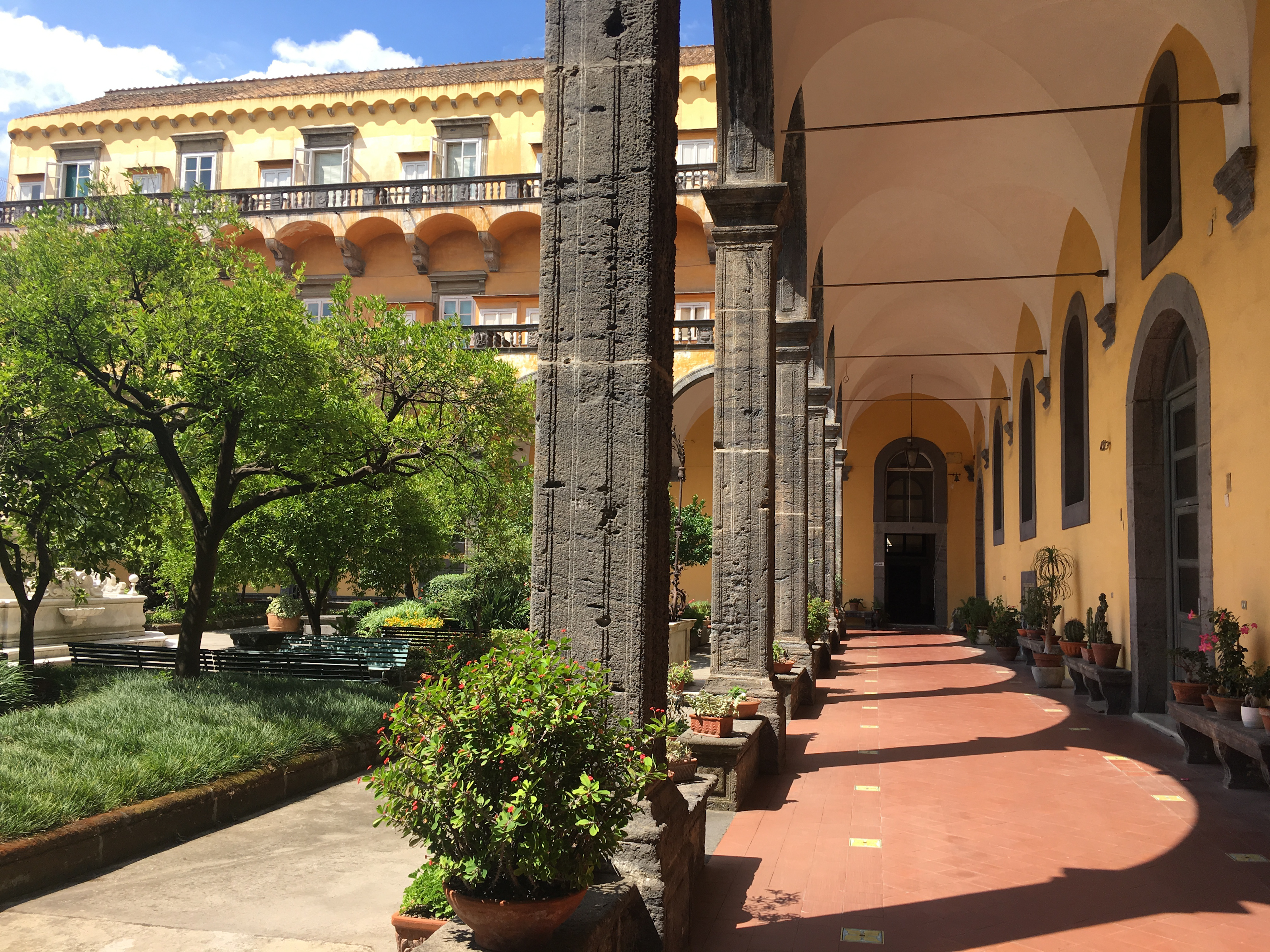
Kreuzgang von San Gregorio Armeno

San Gregorio Armeno (Heiliger Gregor von Armenien) ist der Name einer Kirche mit dazugehörigem Kloster in Neapel. Die Kirche ist unter den Einheimischen auch als
chiesa di Santa Patrizia bekannt. Es handelt sich um eines der ältesten, größten und bedeutendsten christlichen Bauwerke und eine der prächtigsten Barockkirchen Neapels, gelegen in der für ihre Weihnachtskrippen bekannten Via San Gregorio Armeno, zwischen dem decumano maggiore und dem decumano inferiore im historischen Stadtzentrum; sie gehört daher auch zum Weltkulturerbe der UNESCO.

## Geschichte

### Ursprünge
Laut einer ersten These wurde das ursprüngliche Bauwerk um 930 über einem antiken Ceres-Tempel errichtet, am gleichen Ort, wo nach einer Legende das Kloster der Flavia Julia Helena, Mutter Kaiser Konstantins, stand; die heilige Patrizia soll eine ihrer Nachfahren gewesen sein. Nach anderen Quellen, die insgesamt glaubwürdiger scheinen, geht die Errichtung des ersten Bauwerks auf das 8. Jahrhundert zurück, als sich in Neapel eine Gruppe von Basilianerinnen und Anhängerinnen der heiligen Patrizia niederließ, die nach deren Tod von Konstantinopel geflohen waren. Sie brachten auch Reliquien des Heiligen Gregorio Armeno (Patriarch von Armenien 257 bis 331) mit.
Im Jahr 1009, unter der normannischen Herrschaft, nahm das Kloster eine ganze Insula des antiken Stadtzentrums ein, nach der Vereinigung von vier Oratorien in der Umgebung; diese waren den Heiligen Sebastian, Gregor und Pantaleon, sowie San Salvatore geweiht. In dieser Phase nahm der Orden die Regeln des heiligen Benedikt an.
Seit seiner Gründung wurde der Unterhalt des Klosters durch verschiedene Aktivitäten erreicht: unter anderem dank finanzieller Spenden von neapolitanischen Adelsfamilien; durch die Zahlung von monatlichen Gebühren für die Unterbringung und Erziehung ihrer Töchter im Internat des Klosters; durch die Vergabe von Pachtland aus dem Besitz des religiösen Instituts; oder durch Lebensmittel aus Grundstücken, die die Nonnen den Bauern anvertraut haben, die für den Anbau und die Verteilung der Ernte verantwortlich waren. Im Allgemeinen reichten jedoch bereits die Spenden der neapolitanischen Adelsfamilien aus, um die gewöhnlichen Ausgaben des Komplexes zu bewältigen, denn unter den Mädchen, die hier untergebracht waren, und auch unter den Nonnen gab es Frauen, die zu den Adelshäusern des Königreichs Neapel gehörten, darunter die Familien Pignatelli, Di Sangro, Minutolo und Caracciolo. Nur in schlechten Zeiten, während Epidemien (Cholera oder Pest) oder im Krieg, waren die Nonnen gezwungen, sich an den König von Sizilien zu wenden.
Am 3. März 1443 erhielt Ferdinand I. von Neapel hier seine Einsegnung als Thronfolger seines Vaters Alfonso V. d’Aragona, sowie den Titel eines Herzogs von Kalabrien.

### Das neue Gebäude

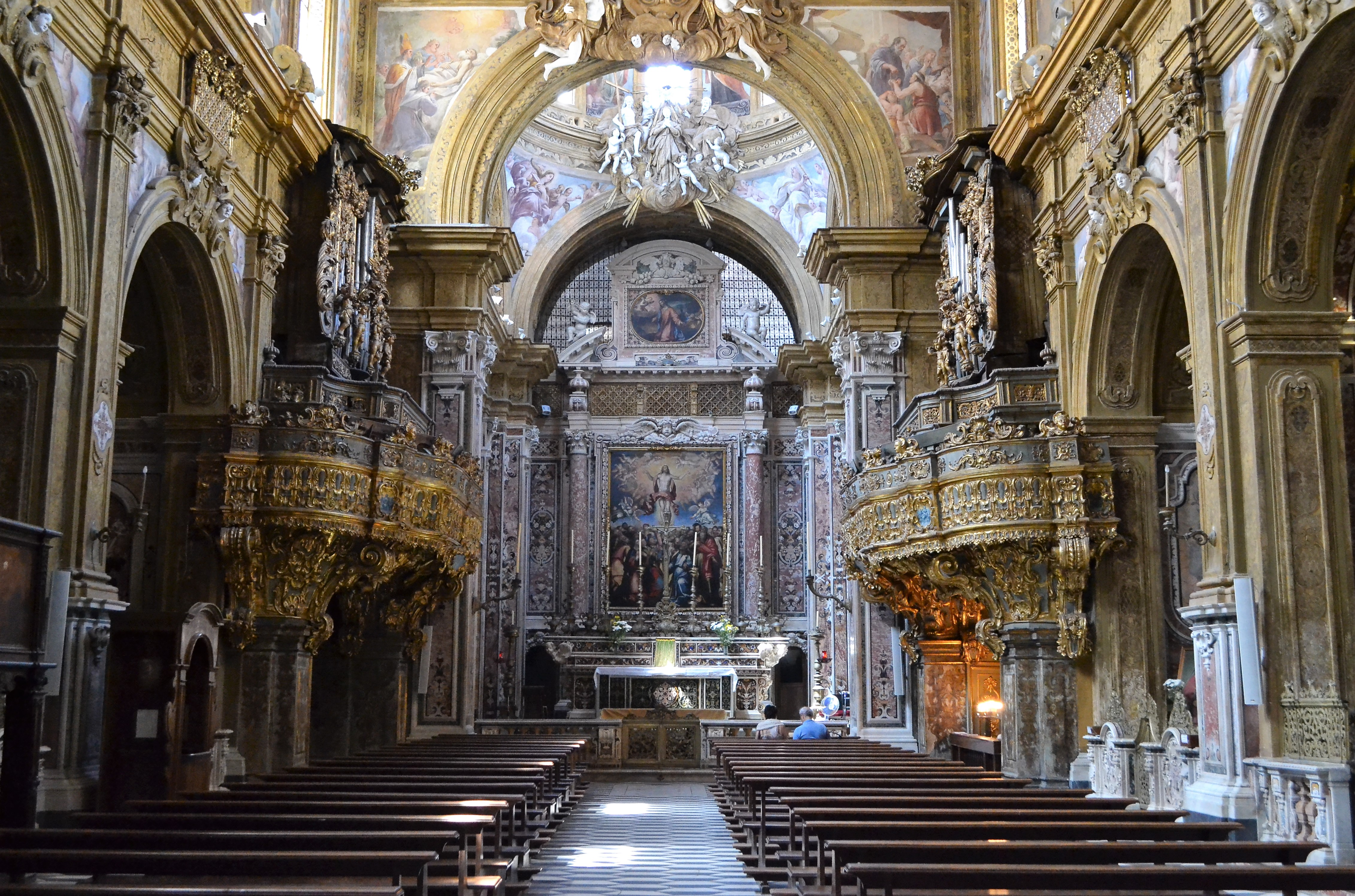
Inneres der Kirche

Nach dem Konzil von Trient 1566 wurde für die Nonnen die Klausur eingerichtet. Diese hatten bis dahin ein relativ mondänes Leben geführt, innerhalb des sozialen Gefüges der Stadt.
Ab 1572 wurde der gesamte Komplex umfassend renoviert, die Planung lag dabei in den Händen von Giovanni Francesco Mormando, für die Ausführung waren Giovanni Vincenzo Della Monica und Giovan Battista Cavagna verantwortlich.
Alle bestehenden Gebäude wurden neu errichtet, insbesondere die Kirche, die aus dem Kloster hinaus verlegt wurde. Der Campanile wurde um zwei Stockwerke erhöht, oberhalb der Brücke, welche die Klostergebäude verbindet. Während der verschiedenen Phasen der Bauarbeiten mussten die Nonnen jedoch nie den religiösen Bereich verlassen, sie konnten jeweils in den Flügeln des Gebäudes bleiben, die nicht von den Arbeiten betroffen waren. Zwischen 1573 und 1574 vollendete Della Monica den größten Teil des Klausurbereichs, der im Vergleich zu vorher durch den Kauf neuer benachbarter Gebäude erweitert wurde. Auch die Zellen der Nonnen wurden erneuert, sowie Küche, Refektorium und Krankenstation.
Gleichzeitig zerstörte der Architekt auch die ursprüngliche Kirche, die kleiner war als die neue und sich fast in der Mitte des heutigen Kreuzgangs befand, und schuf das äußere Eingangsportal mit der großen offenen Treppe, beide aus Piperno. Zwischen 1576 und 1577 wurden die mit Majoliken gedeckte Kuppel der Kirche und der monumentale Kreuzgang fertiggestellt, dessen Bodenniveau im Vergleich zu vorher soweit erhöht wurde, dass die Cappella dell’Idra, die sich in der ursprünglichen Kirche auf Straßenniveau befand, nun wie eine in den Boden eingelassene Krypta wirkt.

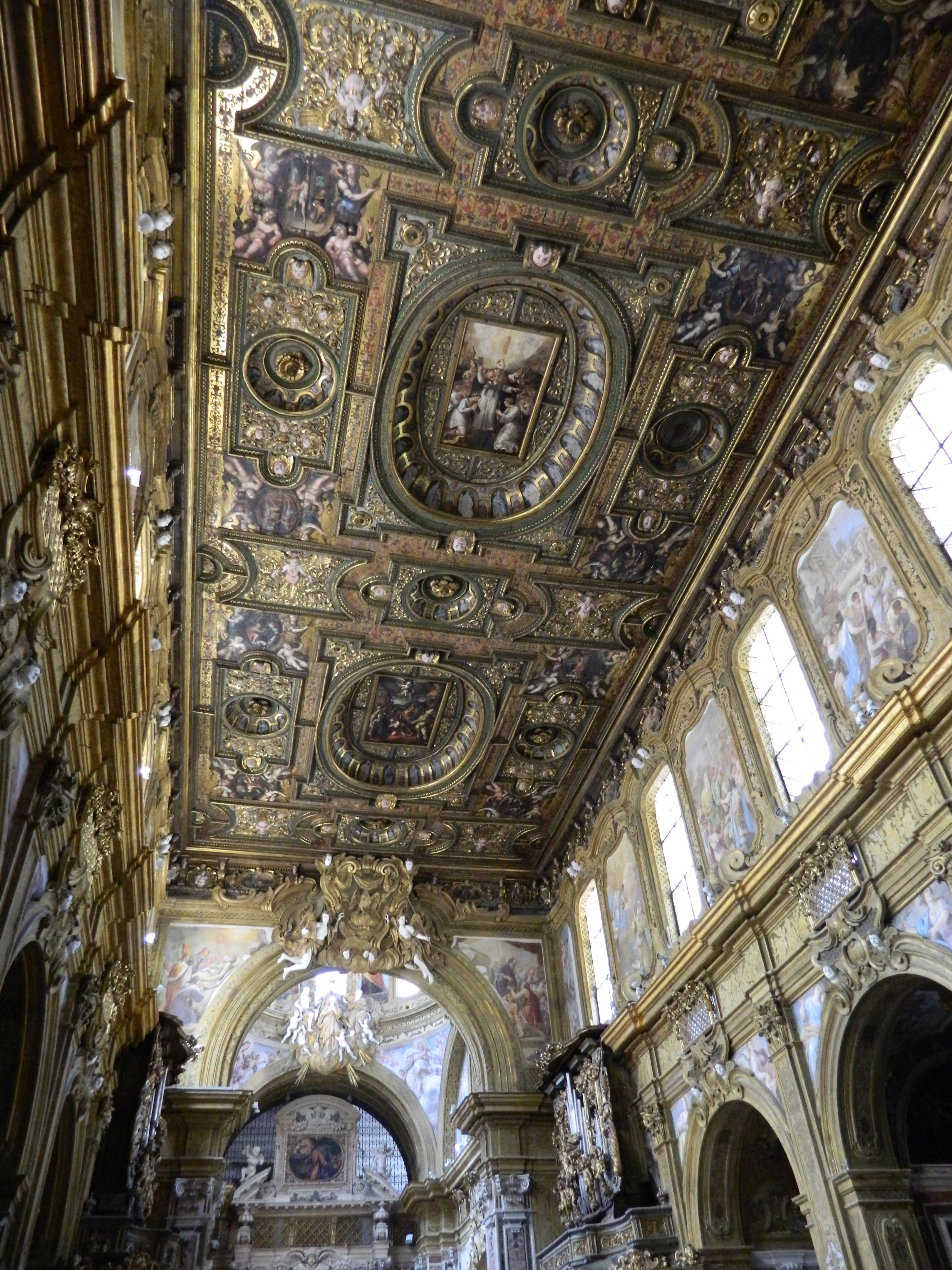
Die Kassettendecke

1579 wurde der Marmorboden in der Kirche von Domenico Fontana geschaffen, und 1580 waren alle notwendigen baulichen Maßnahmen abgeschlossen, so dass das bereits ein Jahr zuvor geweihte Gebäude der Öffentlichkeit zugänglich gemacht wurde und die Gläubigen aufnehmen konnte.
Zwischen 1580 und 1584 entstand die ganz außergewöhnliche Kassettendecke, die mit Gemälden des flämischen Malers Teodoro d’Errico und Schnitzereien verschiedener neapolitanischer Kunsthandwerker dekoriert ist. Zugleich wurden auch einige Seitenkapellen eröffnet: 1582 die Capella di San Giovanni Battista, 1584 die Capella del Crocifisso. 1589 erfolgte die letzte Zahlung an Della Monica, der vermutlich für die bis dahin abgeschlossenen Arbeiten verantwortlich war, während Cavagna erst in Dokumenten von etwa 1595 erwähnt wird, was darauf hinzudeuten scheint, dass er die Arbeiten vielleicht erst in einer zweiten Phase übernommen hat.

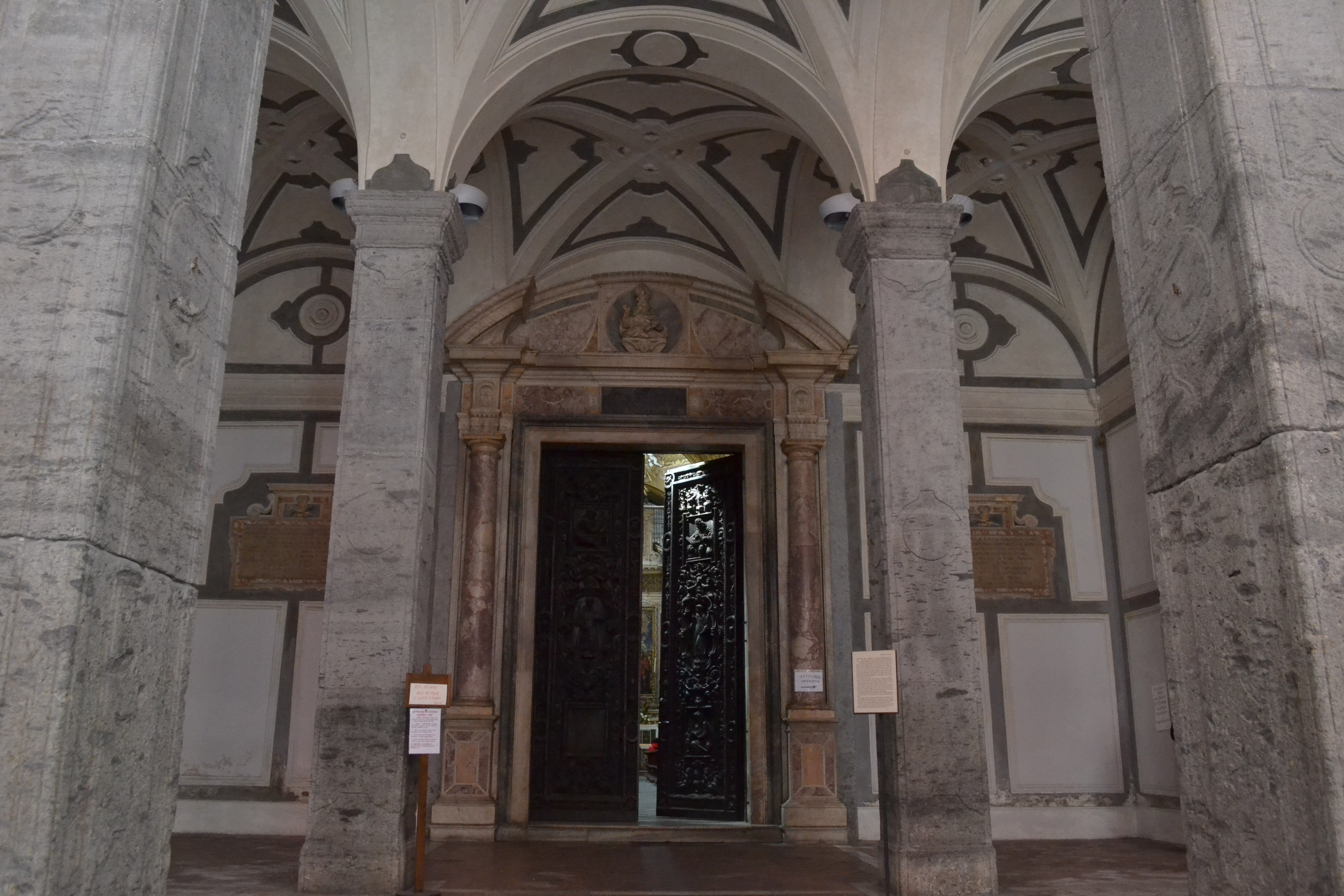
Atrium und Eingangsportal der Kirche

1606 vollendete Cavagna die Außenfassade der Kirche und das Atrium mit dem Nonnenchor darüber; 1610 wird der Chor hinter der Apsis (auch capellone genannt) errichtet, das Gemälde des Hauptaltares malte Gabriele Quaranta 1612 im Auftrag von Ippolito Borghese. 1641 bis 1646 verlängerten Bartolomeo Picchiatti und sein Sohn Francesco Antonio einen Flügel des Klosters nach Westen, um die Zahl der für die Nonnen verfügbaren Schlafsäle zu erhöhen. Weitere Arbeiten wurden zwischen 1682 und 1685 von Dionisio Lazzari durchgeführt, der das neue Refektorium mit Blick auf den Kreuzgang baute. 1698 führte Lazzari selber außerdem die Balustraden einiger Seitenkapellen aus und schuf andere Elemente des Marmordekors in der Kirche, wie z. B. die Umrahmung zu Giovanni Bernardo Lamas Himmelfahrt (letztere von 1574). Der Glockenturm der Kirche wurde im 17. Jahrhundert ebenfalls restauriert und erhielt dabei sein heutiges Aussehen.
Um 1745 gab es weitere bauliche Maßnahmen mit einer stilistischen Angleichung der Kirche an den Geschmack des Rokoko: diese Arbeiten wurden von Nicola Tagliacozzi Canale geleitet und durchgeführt, der Schnitzereien an der Decke des Kirchenschiffes und die Gitter des Nonnenchores schuf, außerdem Stuckdekor und Vergoldungen, und die Tore und Geländer der Kapellen aus Messing. 1759 wurde auf Wunsch der Nonnen der so genannte „Winterchor“ im zweiten Stock der Eingangshalle erbaut – an einem Ort, der für die Nonnen nachts oder im Winter zum Rezitieren von Gebeten leichter zu erreichen war.
Im siebzehnten und achtzehnten Jahrhundert wurden die Beschränkungen für die Führung des Klosters noch strenger, was Einschränkungen bei der Dekoration der Räumlichkeiten, beim Essen, bei der Aufnahme von Gästen und in anderen Aspekten mit sich brachte.

### 19. und 20. Jahrhundert

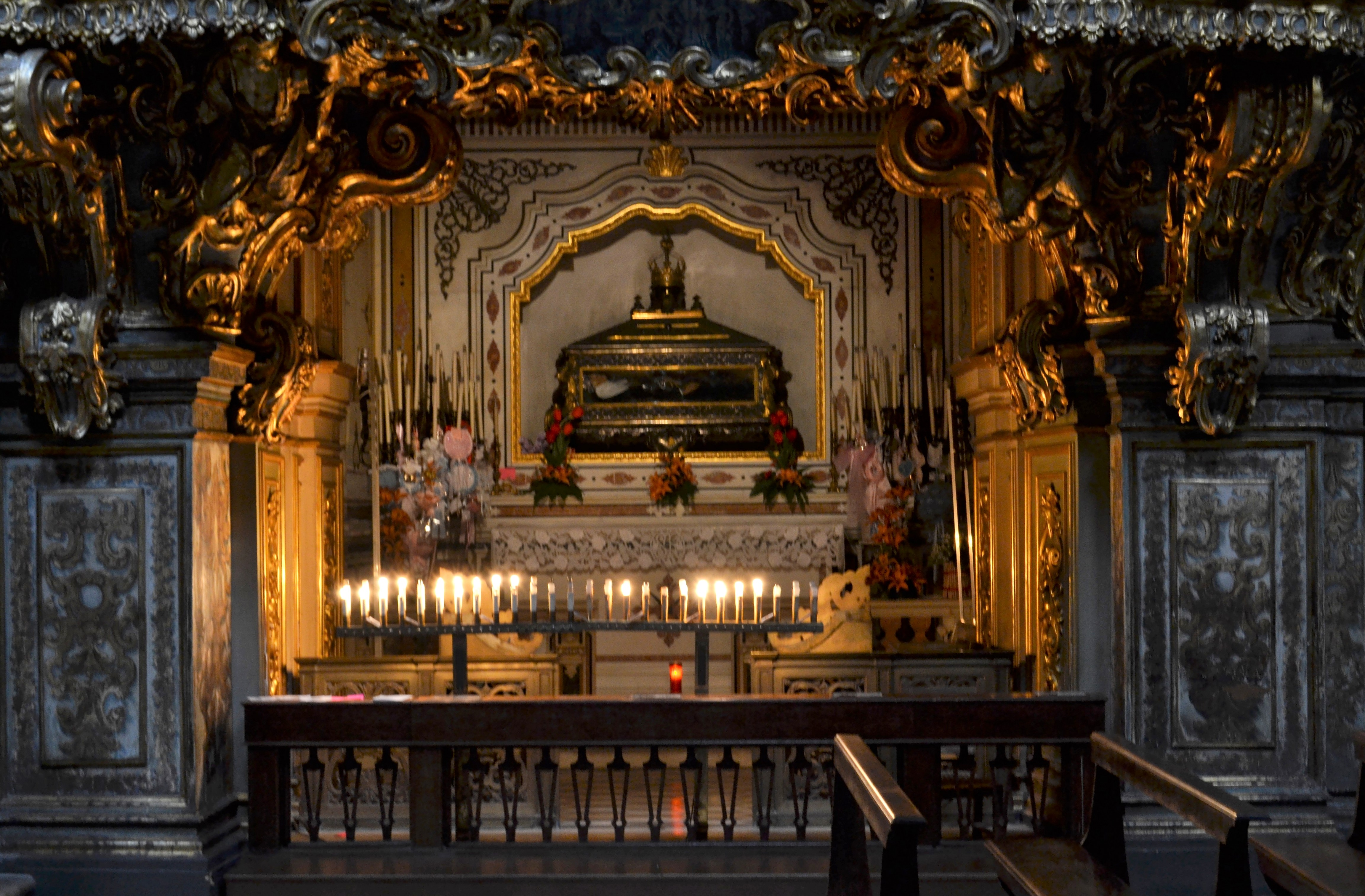
Fünfte Kapelle rechts: Reliquienschrein aus Gold und Silber mit den Überresten der heiligen Patrizia

Unter der napoleonischen Herrschaft des Joachim Murat zu Beginn des 19. Jahrhunderts sollte das Kloster wie viele andere zunächst aufgelassen werden. Laut einem 1808 erlassenen Dekret durfte es jedoch als eines der wenigen Benediktinerklöster weiter existieren. In dieser Phase wurden in die Kirche verschiedene Reliquien gebracht, die bis dahin in anderen, mittlerweile aufgehobenen, Klöstern aufbewahrt worden waren, wie beispielsweise in Santi Marcellino e Festo oder in Santa Maria Donnaromita; Reliquien des heiligen Johannes des Täufers waren bereits 1577 aus der Kirche Sant’Arcangelo a Baiano hierher überführt worden.
1864, nach der Vereinigung Italiens, wurden auch die Überreste der heiligen Patrizia aus der Kirche Santi Nicandro e Marciano hierher gebracht. Von da an gab es in San Gregorio Armeno einen ähnlichen Ritus der Verflüssigung des Blutes (Blutwunder), wie dasjenige des San Gennaro in der Cappella del Tesoro di San Gennaro im Dom von Neapel, weshalb die Kirche auch unter dem Namen der Heiligen Patrizia bekannt ist.
Zu Beginn des 20. Jahrhunderts wurde die Situation des Klosters immer schwieriger, die Zahl der Nonnen sank, sie wurden immer ärmer und mussten beim König von Italien um Hilfe beten. Um einer völligen Einverleibung durch den Staat zu entgehen, der bereits plante, Teile des Klosters zu öffentlichen Bibliotheken, Museen und Schulen umzufunktionieren, stimmte die letzte Äbtissin Giulia Caravita aus dem Fürstengeschlecht der Sirignano zu, dass ein neuer Orden in das Kloster einziehen durfte: die Suore crocifisse adoratrici dell’Eucaristia (C.A.E). Diese zogen am 4. Dezember 1922 ein, als nur noch eine einzige Benediktinerin namens Maria Peluso übrig geblieben war. In den 1950er Jahren wurde im Kloster die Casa di educazione e istruzione per fanciulle orfane e bisognose di assistenza („Heim für Erziehung und Lehre von Waisenmädchen und Bedürftigen“) eingerichtet.

## Kloster
| 1. Eingang des Klosters 2. Eingangsportal nach der monumentalen Treppe 3. Großer Kreuzgang (Chiostro) 4. monumentaler Brunnen (Fontana) 5. Saal der Äbtissin 6. Nonnenchor (im ersten Stock des Atriums) 7. Winterchor (Coro d’inverno; im zweiten Stock des Atriums) 8. Kirche (chiesa) 9. Chor der Apsis (oder cappellone) 10. Korridor der Nonnen 11. Vestibül und Kapelle der Krippe (cappella del Presepe) 12. Reliquienkapelle (Cappella delle reliquie) 13. kleiner Kreuzgang (Chiostrino) 14. Apotheke 15. Refektorium der Mädchen 16. Zisterne 17. Anonyme Kapelle (Cappella anonima) 18. Kapelle der Madonna dell’Idra 19. Refektorium der Nonnen 20. Küchen 21. Glockenturm (Campanile) | Plan des Klosters |

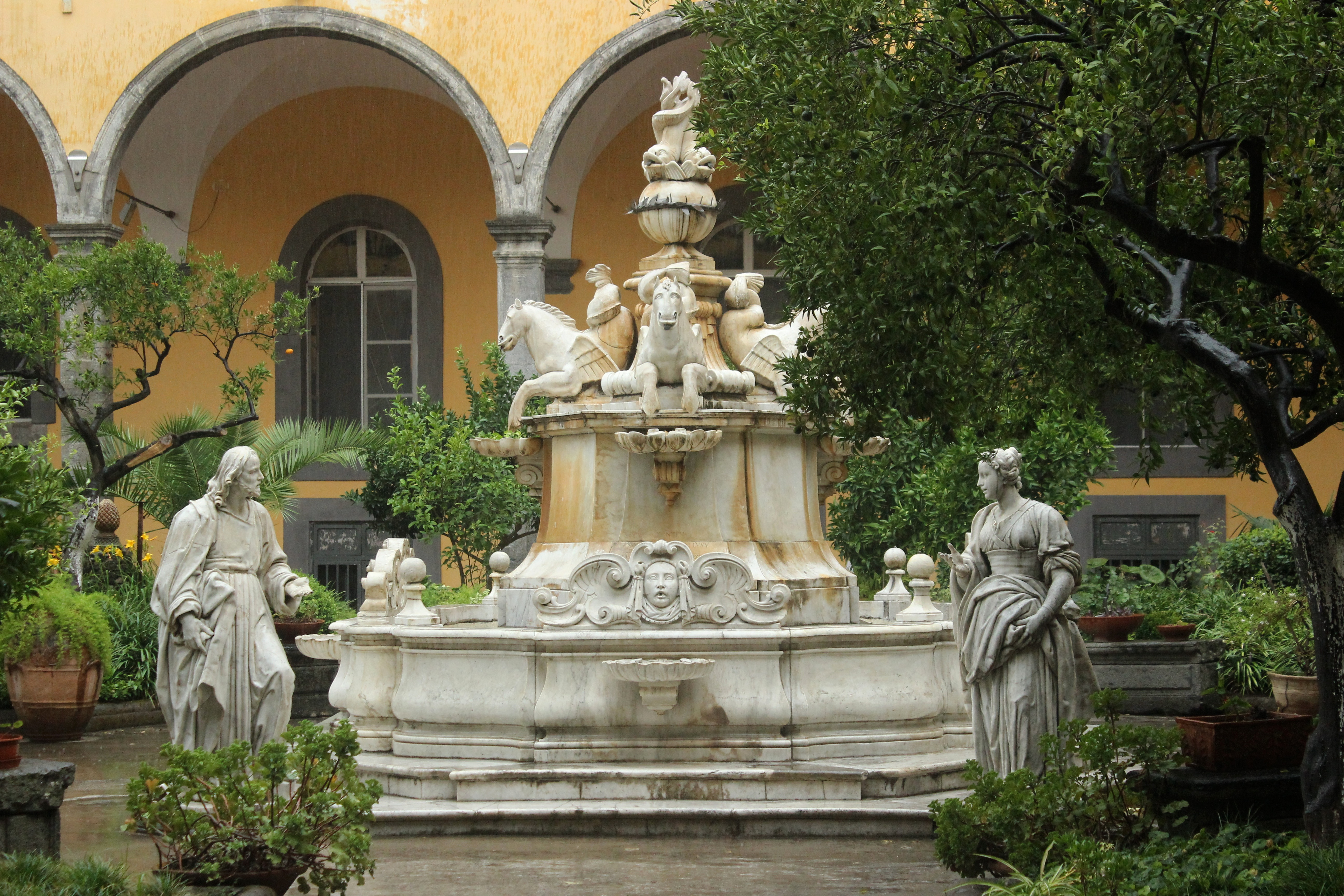
Brunnen mit Christus und der Samariterin im Kreuzgang

Man betritt das Kloster über eine große schmale Treppe und durch ein Portal, das von Fresken aus dem 18. Jahrhundert umgeben ist, und gelangt in den großen Kreuzgang, einem der schönsten und beeindruckendsten von Neapel. In seiner Mitte, umgeben von Orangenbäumen und anderen Pflanzen, erhebt sich ein marmorner Brunnen aus dem 17. Jahrhundert von Bottiglieri mit zwei Figuren, die Christus und die Samariterin darstellen.
Vom Kreuzgang aus erreicht man die Apotheke des Klosters und das Refektorium, sowie einige Kapellen. Das Refektorium wurde von 1680 bis 1685 von Dionisio Lazzari und Matteo Stendardo errichtet. Seine Wände sind mit Fresken geschmückt, darunter die Brotvermehrung und die Hochzeit von Kana, die der Werkstatt von Belisario Corenzio zugeschrieben werden, und an den Seitenwänden Geschichten aus den Evangelien (Der schlafende Jesus während eines Gewitters, Jesus und die Samariterin, Heilung eines Blinden, Heilung eines Gelähmten, Jesus im Hause des Pharisäers Simon u. a.); letztere stammen aus dem ersten Viertel des 18. Jahrhunderts, vermutlich aus dem Umkreis von Francesco Solimena.

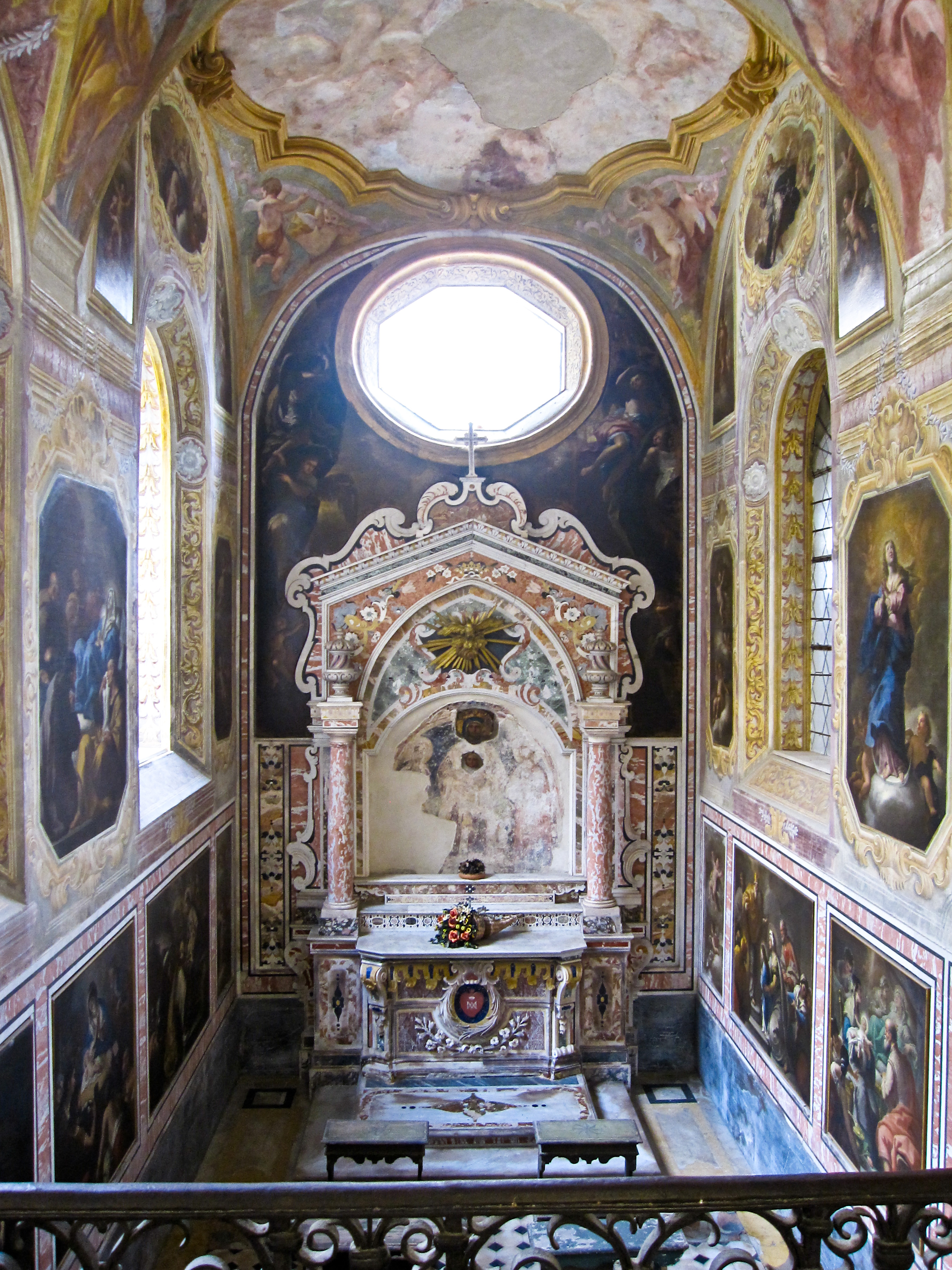
Die Capella dell’Idra im Kreuzgang von San Gregorio Armeno

An der Westseite, in der Mitte des Kreuzgangs, befinden sich unterhalb des Bodenniveaus zwei Kapellen, die miteinander durch eine Tür verbunden sind, und die die einzigen Überreste aus der Zeit vor 1572 darstellen. Die Kapelle der Madonna dell’Idra wurde später mit Deckenfresken und Gemälden von Paolo De Matteis mit Geschichten der Jungfrau geschmückt, weitere Fresken stammen von Francesco Francarecci. Den Marmoraltar schuf Pietro Ghetti, der schwarz-weiße Mosaikfußboden soll angeblich aus dem Zeitraum des 1. Jahrhunderts v. Chr. und des 1. Jahrhunderts n. Chr. stammen. Die zweite Kapelle hat einen ähnlichen Fußboden und einen marmornen Altar mit dem Wappen der Gonzaga von einem unbekannten Künstler.
An der Ostseite des Kreuzgangs befindet sich der ehemalige Salon der Äbtissin, einziger Überrest eines ganzen Appartements, mit Originalmobiliar und Fresken in trompe-l’œil im Rokokostil. Im Norden sind die Küchen.
Die Empore der Kirche erreicht man von der südöstlichen Ecke des Kreuzgangs. Von hier hat man einen wunderbaren Blick ins Kirchenschiff und auf die außergewöhnliche Kassettendecke. Im Südwesten des Kreuzgangs befindet sich der Zugang zum Chor (oder cappellone) in der Apsis der Kirche.
Im Inneren des Klosters befindet sich außerdem ein wertvolles Archiv mit Manuskripten über die Geschichte des Klosters vom 16. bis 20. Jahrhundert, sowie Dokumente über die Liturgie im 18. Jahrhundert. Noch bedeutender und repräsentativer ist die Musiksammlung mit einem Schwerpunkt auf Werken der neapolitanischen Schule des 18. Jahrhunderts, und mit religiösen und profanen Vokalwerken vom 15. bis 19. Jahrhundert. In der Sammlung befinden sich Werke von Gaetano Barbatiello, Georg Friedrich Händel, Franz Joseph Haydn, Giovanni Paisiello, Giovanni Battista Pergolesi und verschiedenen anderen Komponisten.

## Kirche

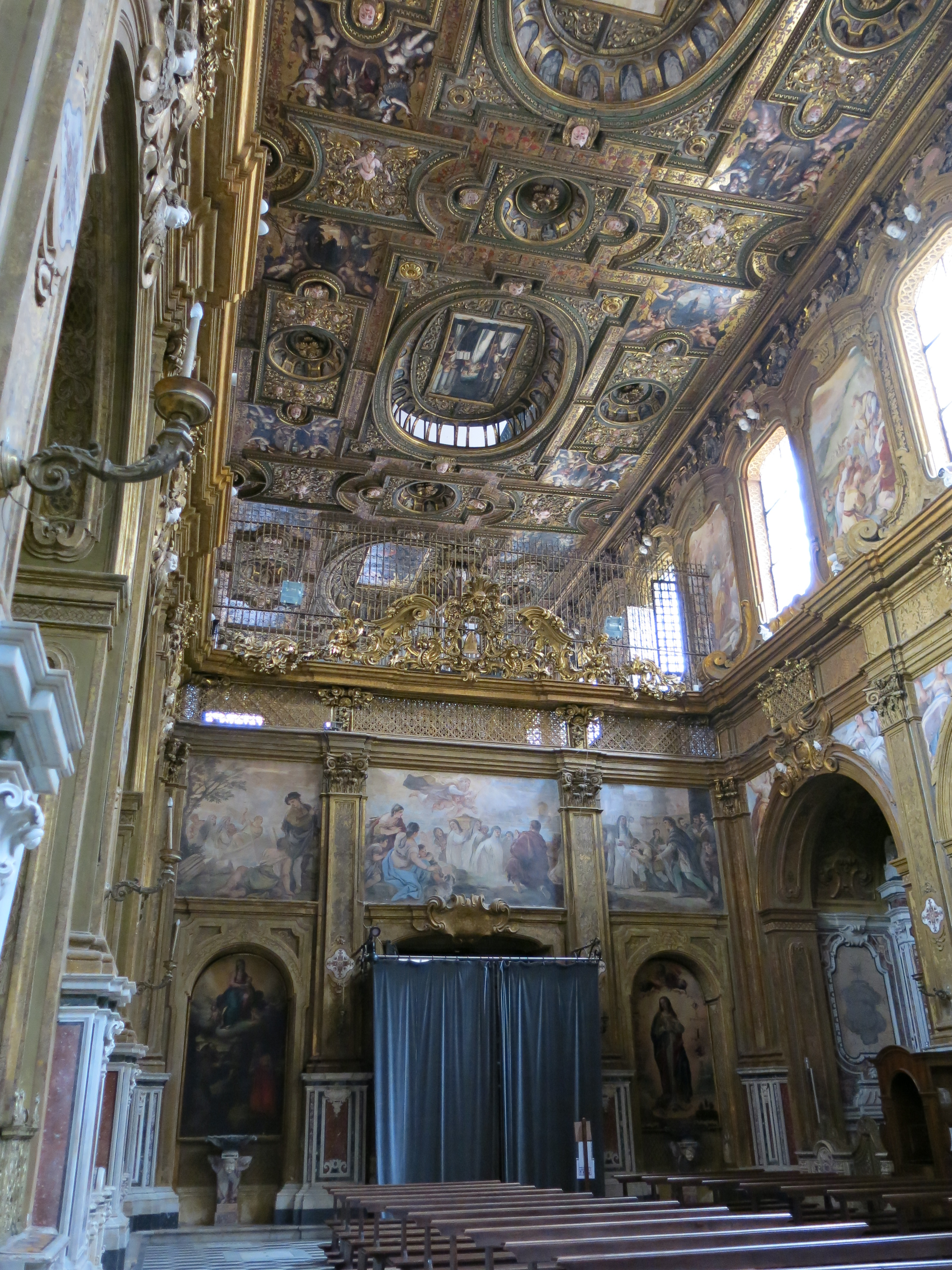
Blick zum Eingang mit dem Nonnenchor darüber

Das Innere der Kirche besteht aus einem einzigen Kirchenschiff mit jeweils fünf Seitenkapellen; das Schiff geht über in ein rechteckiges Presbyterium, das von einer Halbkuppel überspannt wird.
In der Kirche befinden sich insgesamt 52 Szenen in Freskotechnik von der Hand Luca Giordanos, in der Tat handelt es sich um eines seiner absoluten Hauptwerke. An der Eingangswand malte er 1684 einen dreiteiligen Freskenzyklus: links die Ankunft der armenischen Nonnen am Strand von Neapel, in der Mitte die Überführung des Leichnams von San Gregorio, und rechts der Empfang der Nonnen durch die Neapolitaner. Seitlich vom Eingang öffnen sich zwei kleine Kapellen: links die Cappella dell’Immacolata mit einem Altarbild der Maria Immaculata von Silvestro Buono; rechts die Cappella di San Francesco mit einer Madonna mit Kind und den Heiligen Franziskus von Assisi und Girolamo aus dem späten 16. Jahrhundert, die dem Flamen Cornelis Smet zugeschrieben wird.
Luca Giordano ist auch der Autor der Szenen aus dem Leben des San Gregorio zwischen den Fenstern im oberen Bereich des Kirchenschiffs, die er von 1679 bis 1681 schuf, während er 1684 in den Lünetten darunter, also über den Seitenkapellen, verschiedene Paare von Tugenden malte.
Die Dekoration der prächtigen Kassettendecke wurde zwischen 1580 und 1584 im Auftrag der Äbtissin Beatrice Carafa realisiert. Ihre Vollendung zog sich jedoch noch bis zum Anfang des 17. Jahrhunderts hin (besonders der Teil über der Empore mit dem Nonnenchor zum Eingang hin). Die Malereien stammen von den flämischen Malern Teodoro d’Errico und Cornelis Smet, die zusammen mit ihren Werkstätten 1580 die seitlichen Ovale mit Szenen aus dem Leben von Heiligen Benediktinern bemalten. In den vier großen mittleren Ovalen (vom Presbyterium aus in Richtung Eingang) sieht man: die Enthauptung Johannes des Täufers, San Gregorio segnet den Hof des Tiridates und Sankt Benedikt zwischen den Heiligen Maurus und Placidus über dem Kirchenschiff, und als letztes die Krönung der Jungfrau über dem Nonnenchor. Giovanni Andrea Magliulo schuf zusammen mit anderen neapolitanischen Kunsthandwerkern den Skulpturenschmuck, die Einlegearbeiten und Vergoldungen der Decke. 1745 wurde sie unter Leitung von Nicola Tagliacozzi Canale restauriert, mit einigen Veränderungen im Sinne des Rokokostils.

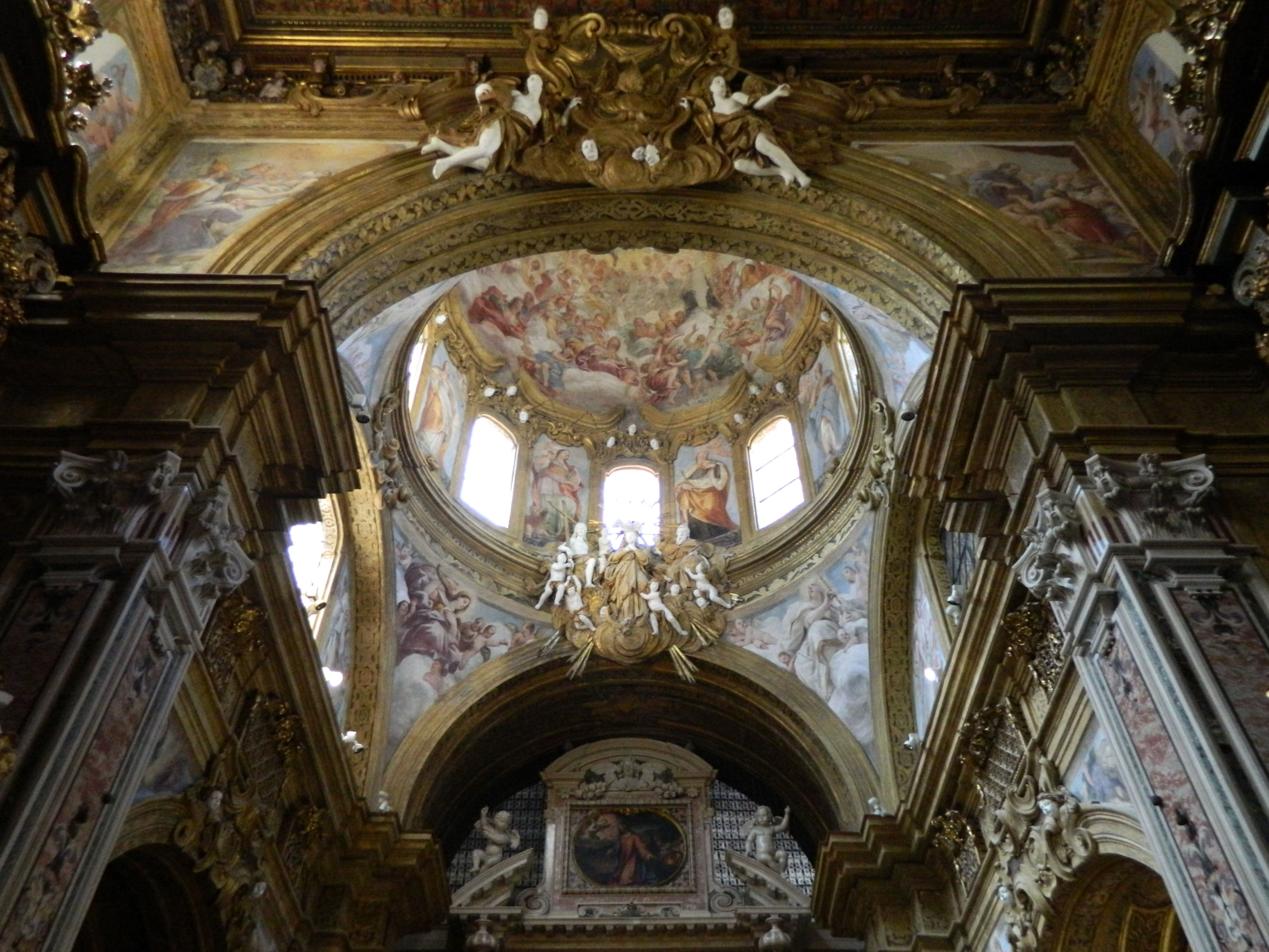
Blick in die Kuppel

Die Kuppel wurde 1671 von Luca Giordano mit der Glorie des San Gregorio ausgemalt, zwischen den Fenstern des Tambours stellte er acht große Figuren mit Heiligen Benediktinern dar, und in den vier Pendentifs Mose, Josua, Melchisedek und Ruth (die letzteren vier zwischen 1679 und 1681).
Die marmorne Architektur des Hochaltars an der Rückwand des Presbyteriums ist ein Werk von Dionisio Lazzari von 1682; sie umrahmt Giovan Bernardo Lamas Himmelfahrt von 1574. Darüber im Tympanon von Lazzaris Marmordekoration befindet sich in einem Oval die Szene Gebet im Garten Gethsemane, wiederum von Lama. Links von der Tribüne, in der Lünette, sieht man die Szene Moses, der Wasser aus der Klippe sprudelt von Giuseppe Simonelli von 1699; rechts befindet sich stattdessen das Gitter, von dem aus die Äbtissin des Klosters der Messe zuhörte und das durch eine Öffnung den Nonnen die Möglichkeit gab, die Kommunion zu empfangen. Das monumentale Messinggitter wurde 1692 von Antonio Donadio nach Plänen von Giovan Domenico Vinaccia ausgeführt; darüber im Gewölbe ein weiteres Gemälde von Simonelli von 1699, mit der „Herrlichkeit der Cherubim“, umrahmt von einem Marmordekor von Bartolomeo und Pietro Ghetti.

### Seitenkapellen

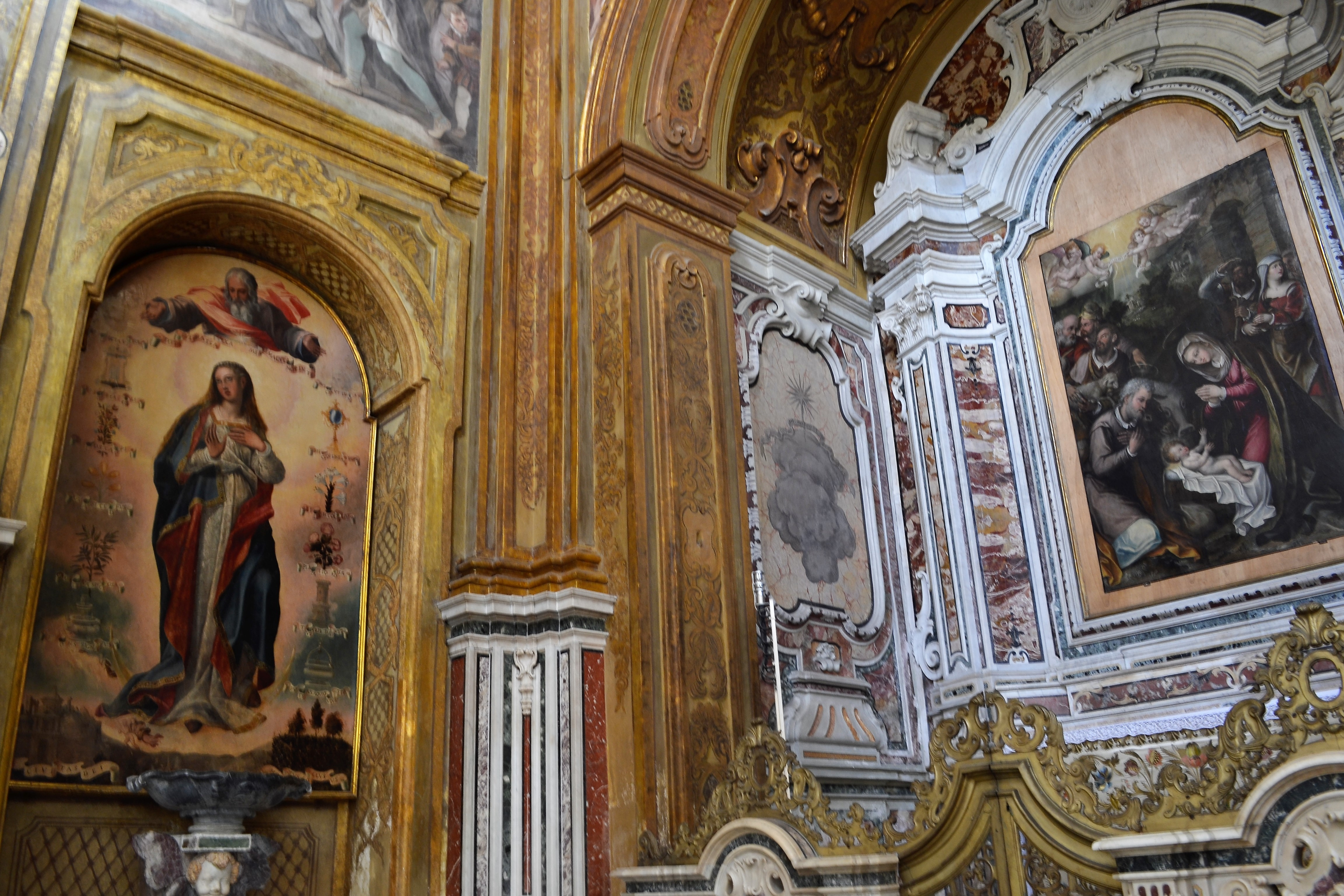
Erste Kapelle links (an der Eingangsfassade): rechts Altar mit Landulfos Anbetung der Hirten, links die Immacolata von del Buono

Die erste Kapelle links ist die cappella del Presepe (Kapelle der Krippe), mit einem Altarbild von Pompeo Landulfo: Anbetung der Hirten. Die zweite Kapelle del Crocifisso hat an der Hauptwand ein namengebendes Kruzifix aus Holz aus der zweiten Hälfte des 15. Jahrhunderts von einem anonymen Autor vor einem Landschaftsbild von Antonio Sarnelli; an den Seitenwänden zwei Gemälde von Francesco Del Vecchio, die 1769 als Stiftung der Nonnen selber hierherkamen, und sich auf das zentrale Kruzifix beziehen: eine Addolorata und einen Heiligen Johannes. Die dritte Kapelle links ist Johannes dem Täufer geweiht, mit einem Altarbild von Giovanni Bernardo Lama: Enthauptung des Täufers. In der vierten Kapelle des Heiligen Benedikt befindet sich eine bemerkenswerte Vision des heiligen Benedikt von Francesco Fracanzano aus der ersten Hälfte des 17. Jahrhunderts.

In der fünften Kapelle ist ein Grabmonument einer Äbtissin des Klosters aus dem 15. Jahrhundert, links ein Seiteneingang zur Kirche und rechts der Zugang zur Sakristei. Die Decke der letzteren ist mit einer Anbetung des Allerheiligsten Sakraments von Paolo De Matteis von ca. 1712 geschmückt.
In der ersten Kapelle rechts ist auf dem Altar eine Verkündigung, von Pacecco De Rosa, signiert und datiert 1644. Die zweite Cappella di San Antonio hat auf dem Altar eine Madonna mit den Heiligen Pantaleon und Antonius von Padua von Antonio Sarnelli von 1775.
Es folgt als drittes die Cappella di San Gregorio Armeno mit Malereien von Francesco Fracanzano an den Seitenwänden von 1635: rechts San Gregorio im Brunnen und links Tiridates bittet San Gregorio, ihm seine menschliche Gestalt zurückzugeben, in den Lünetten darüber Fresken mit Szenen des Martyriums des San Gregorio (auch von Fracanzano). An der Hauptwand auf dem Altar sieht man San Gregorio und die Engel von Francesco Di Maria, der zusammen mit Niccolò De Simone auch die Lünetten darüber freskierte, mit einer weiteren Szene aus dem Martyrium des San Gregorio; auch die Glorie von San Gregorio im Gewölbe stammt von Di Maria und De Simone. 

In der Rosenkranzkapelle befindet sich ein Gemälde von Nicola Malinconico, eine Rosenkranzmadonna mit den Heiligen Dominikus und Rosa von Lima, die vor 1692 entstanden ist.

Die fünfte Kapelle schließlich ist die Capella di Santa Patrizia mit den Reliquien der gleichnamigen Heiligen in einem kostbaren Schrein aus Gold und Silber.

### Orgeln

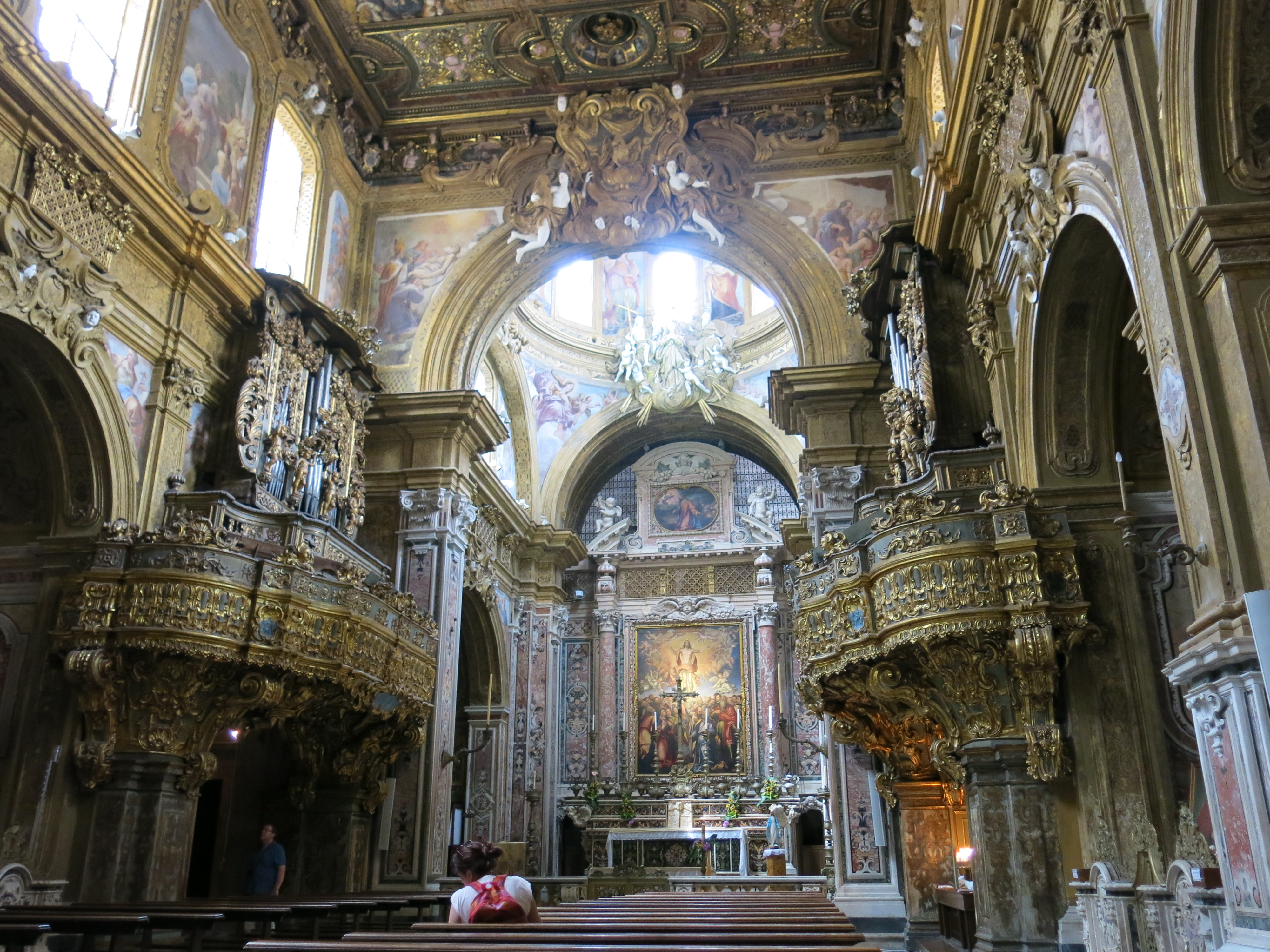
Blick zum Hauptaltar mit den beiden Rokoko-Orgeln

Die Kirche San Gregorio Armeno besitzt insgesamt fünf Orgeln: zwei befinden sich im Kirchenschiff in einander gegenüberliegenden Rokoko-Emporen über den beiden Bögen der jeweils fünften Kapelle. Sie wurden von Tagliacozzi Canale entworfen, und von Tomaso de Martino erbaut, die linke 1737, und die rechte 1742. Zwei weitere Orgeln befinden sich im Inneren des Chores der Apsis, eine von Domenico Antonio Rossi ist von 1769, und die andere wurde um 1700 von Francesco Cimino gebaut. Das fünfte und jüngste Instrument auf dem Nonnenchor (der Empore) wurde 1960 von den Cremoneser Orgelbauern Rotelli-Varesi geschaffen.

## Galerie

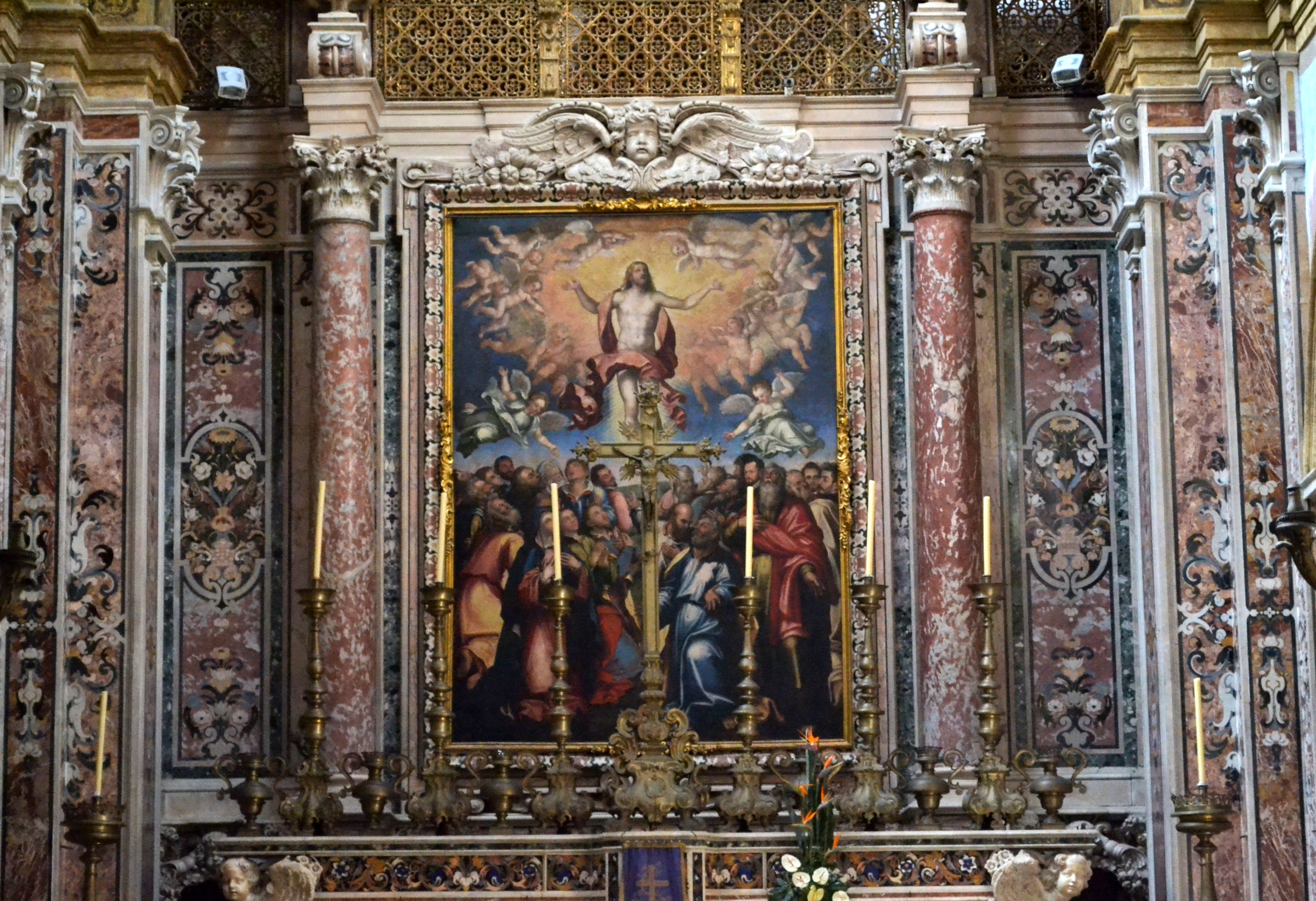
Hauptaltar mit der Himmelfahrt von Giovanni Bernardo Lama
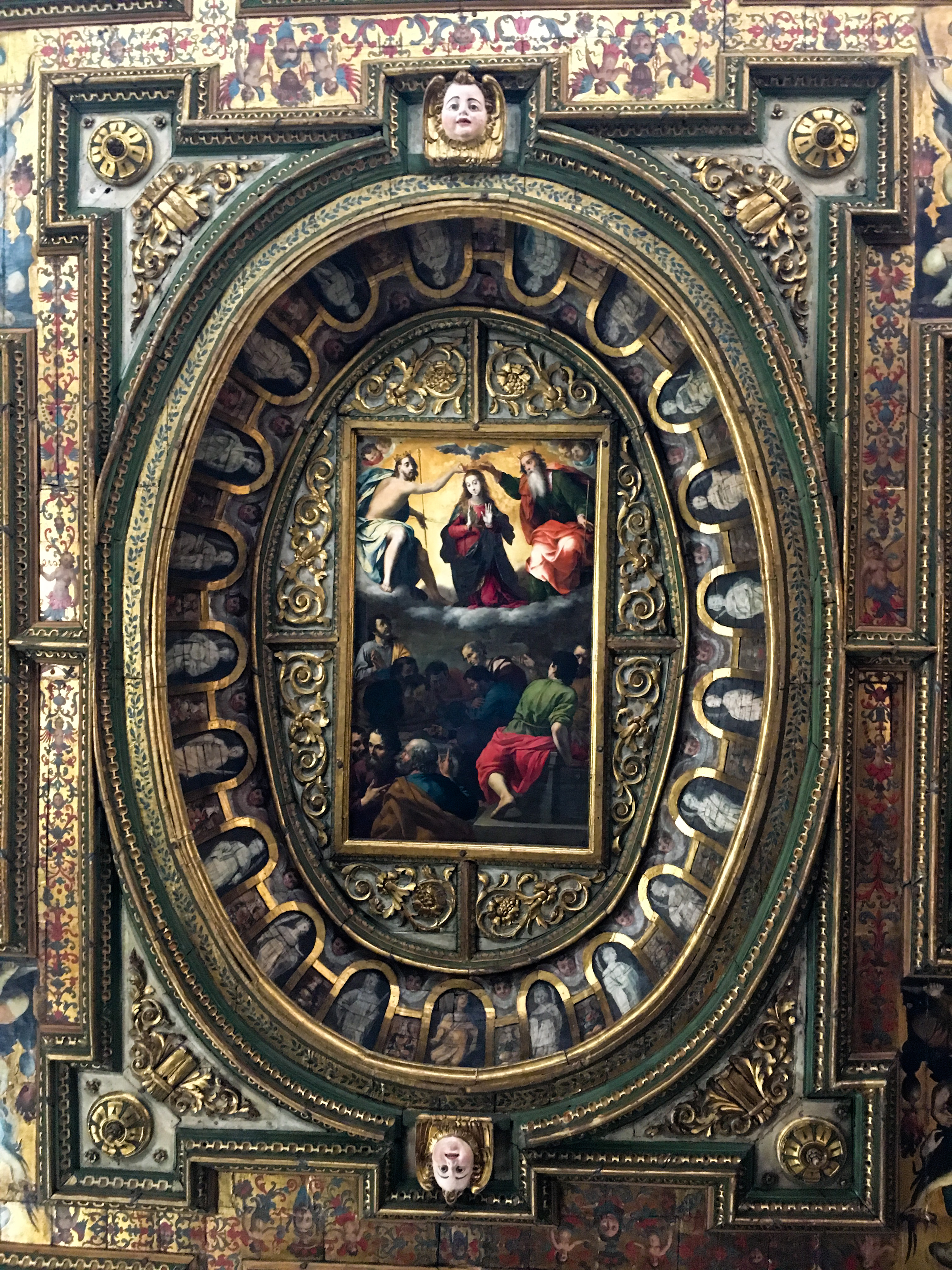
Detail der Kassettendecke mit Marienkrönung über dem Nonnenchor
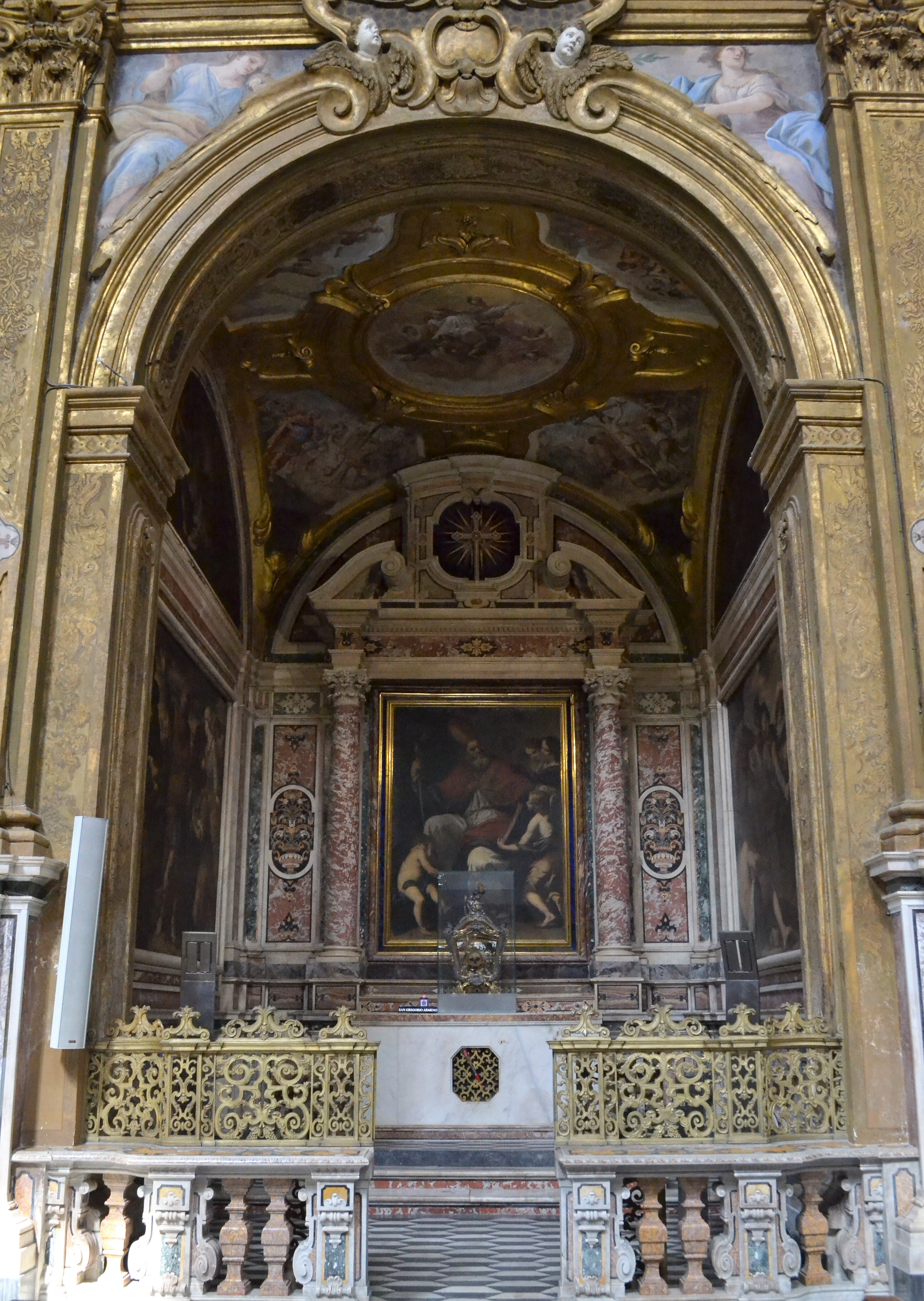
Cappella di San Gregorio Armeno (Seitenkapelle in der Kirche)
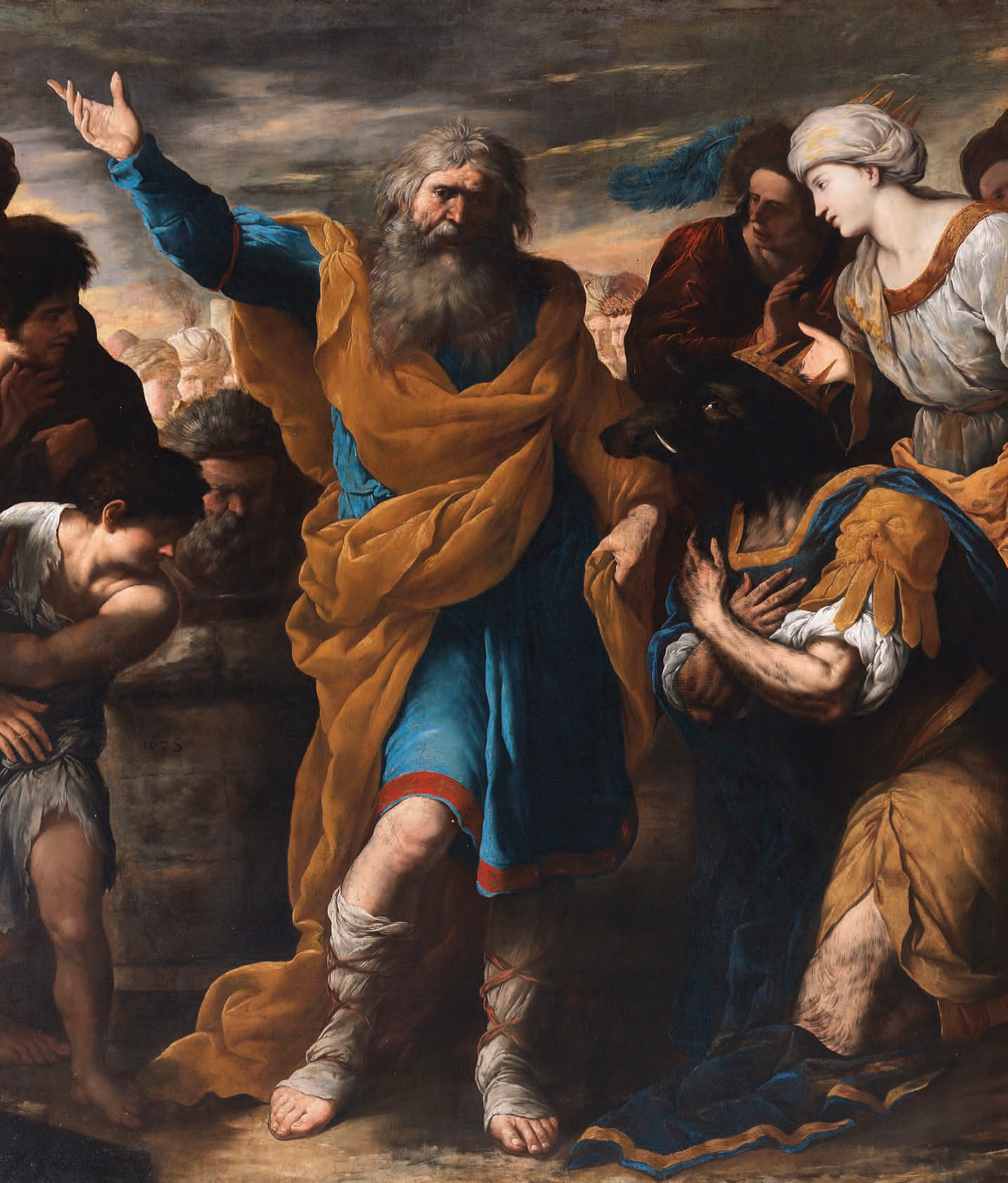
König Tiridates bittet San Gregorio ihm sein menschliches Aussehen zurückzugeben (Detail) von Francesco Fracanzano
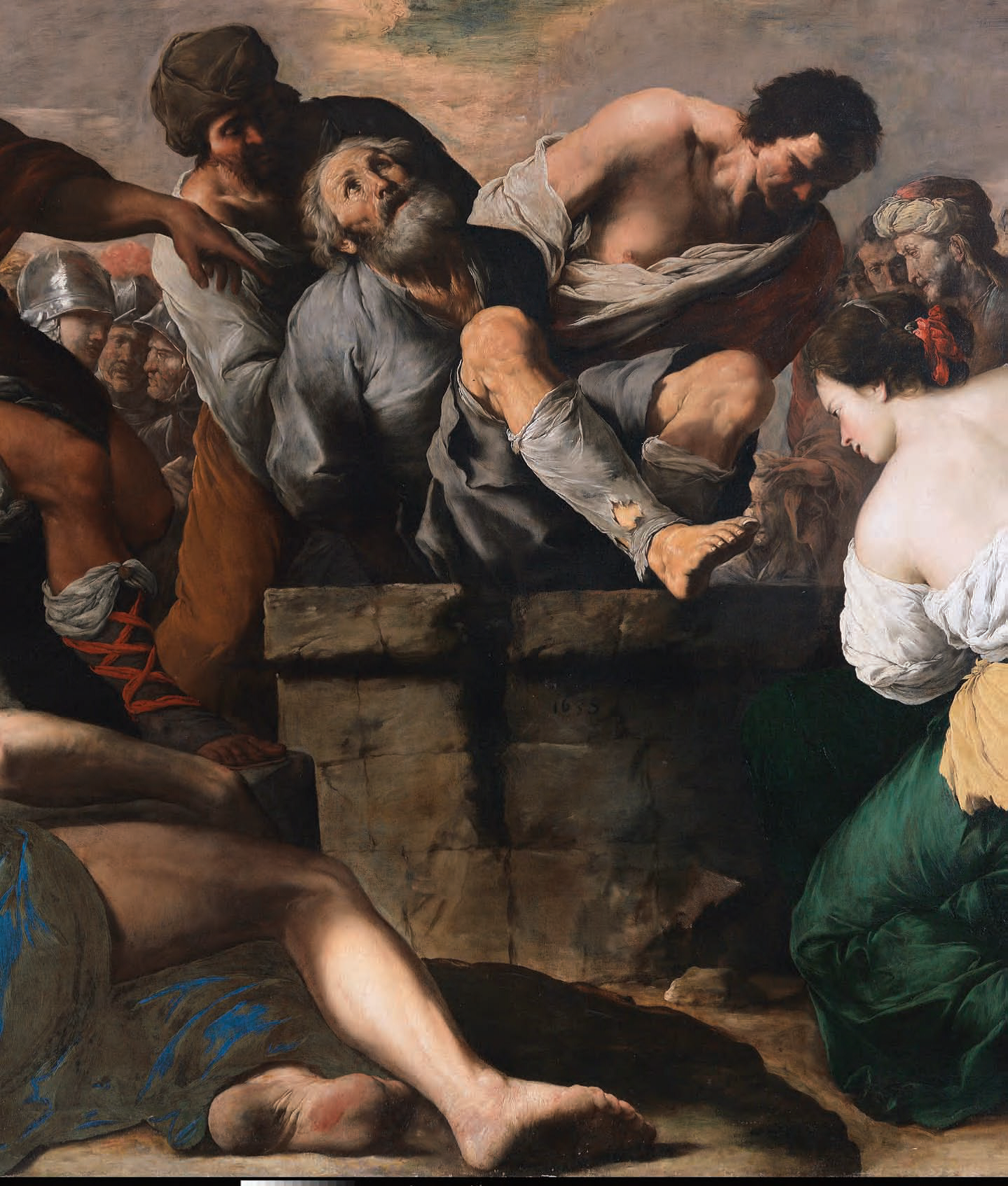
San Gregorio Armeno im Brunnen (Detail) von F. Fracanzano
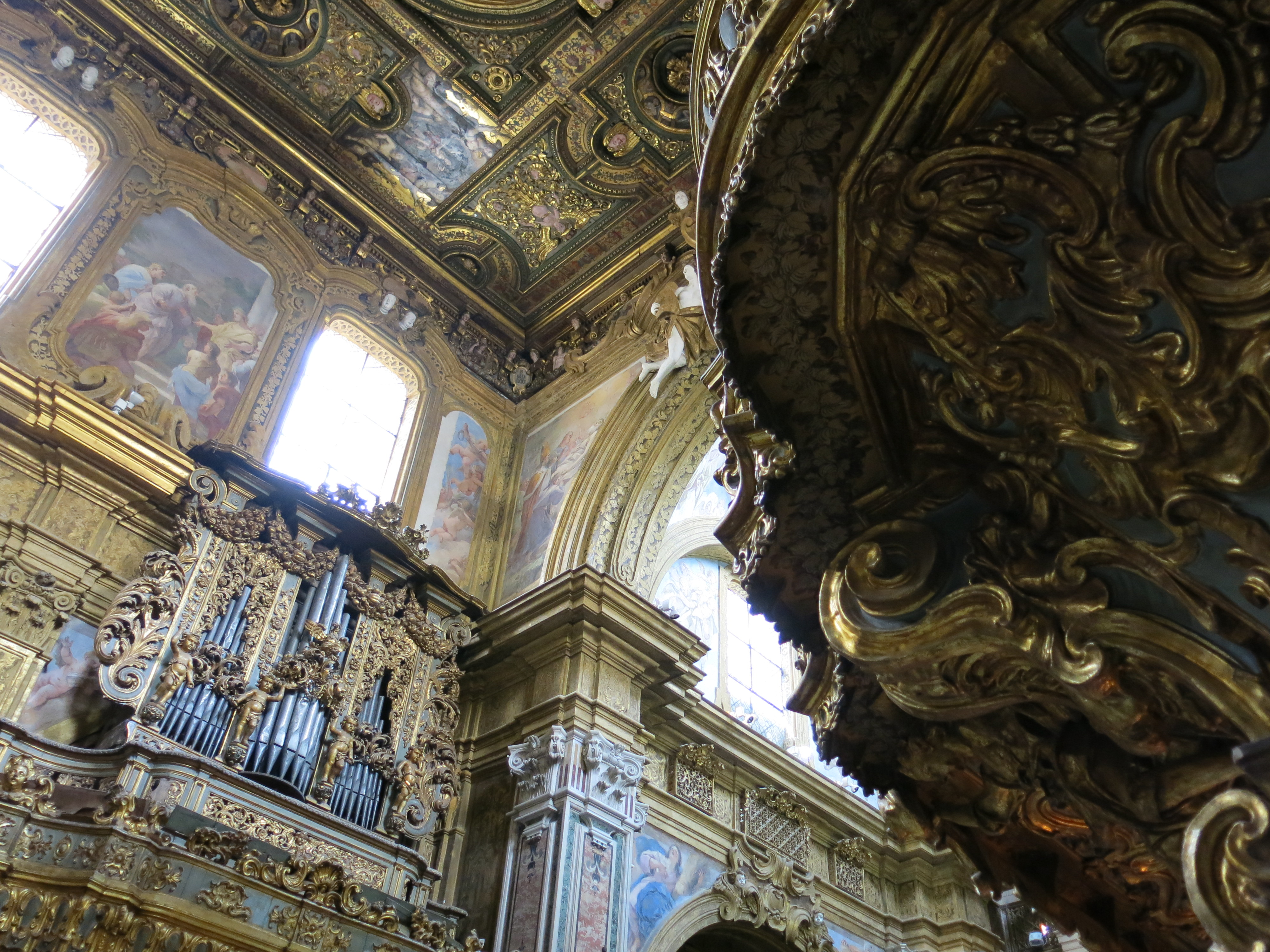
Blick zur linken Orgel
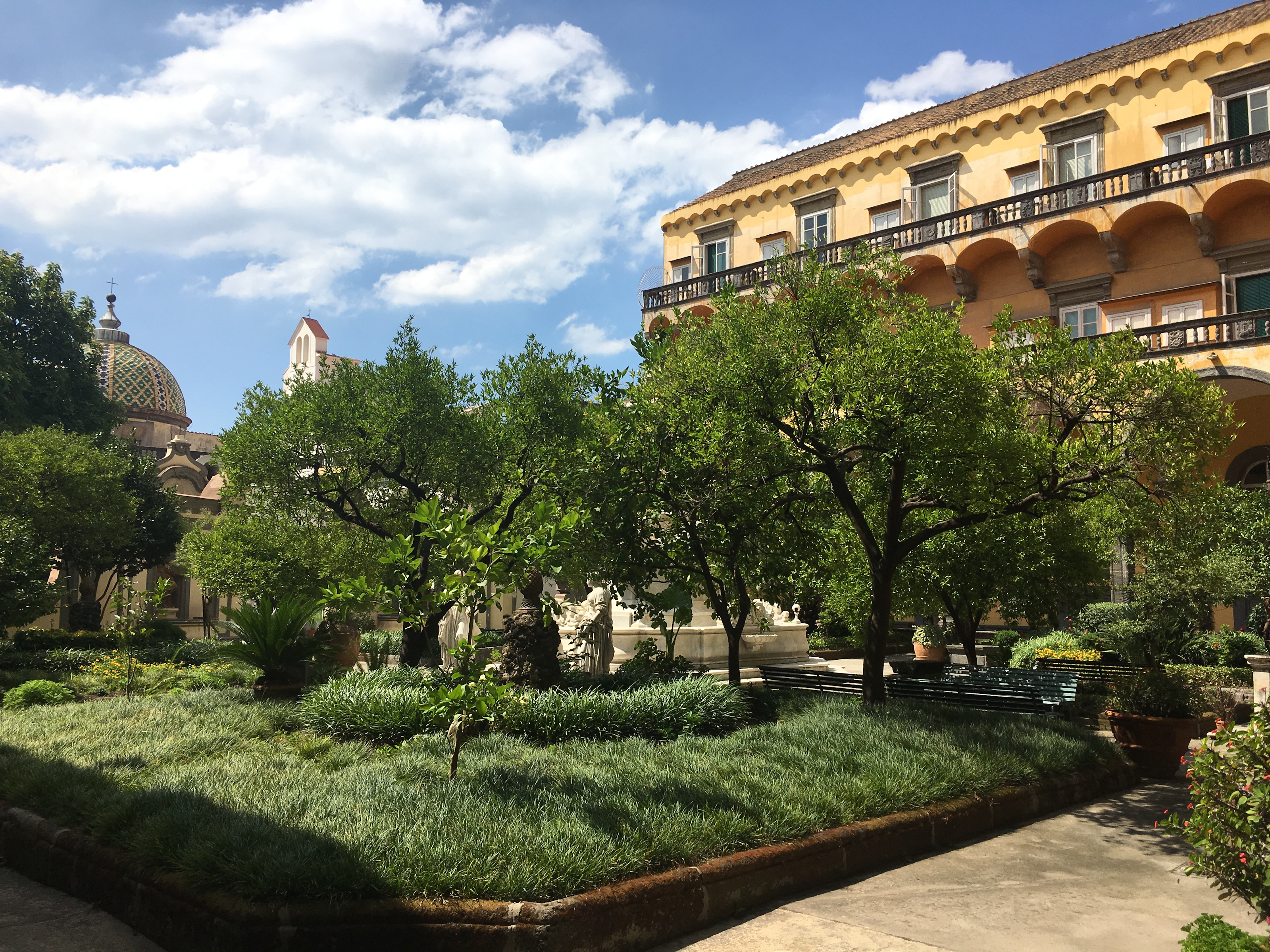
Kreuzgang: links die mit Majoliken verzierte Kirchenkuppel
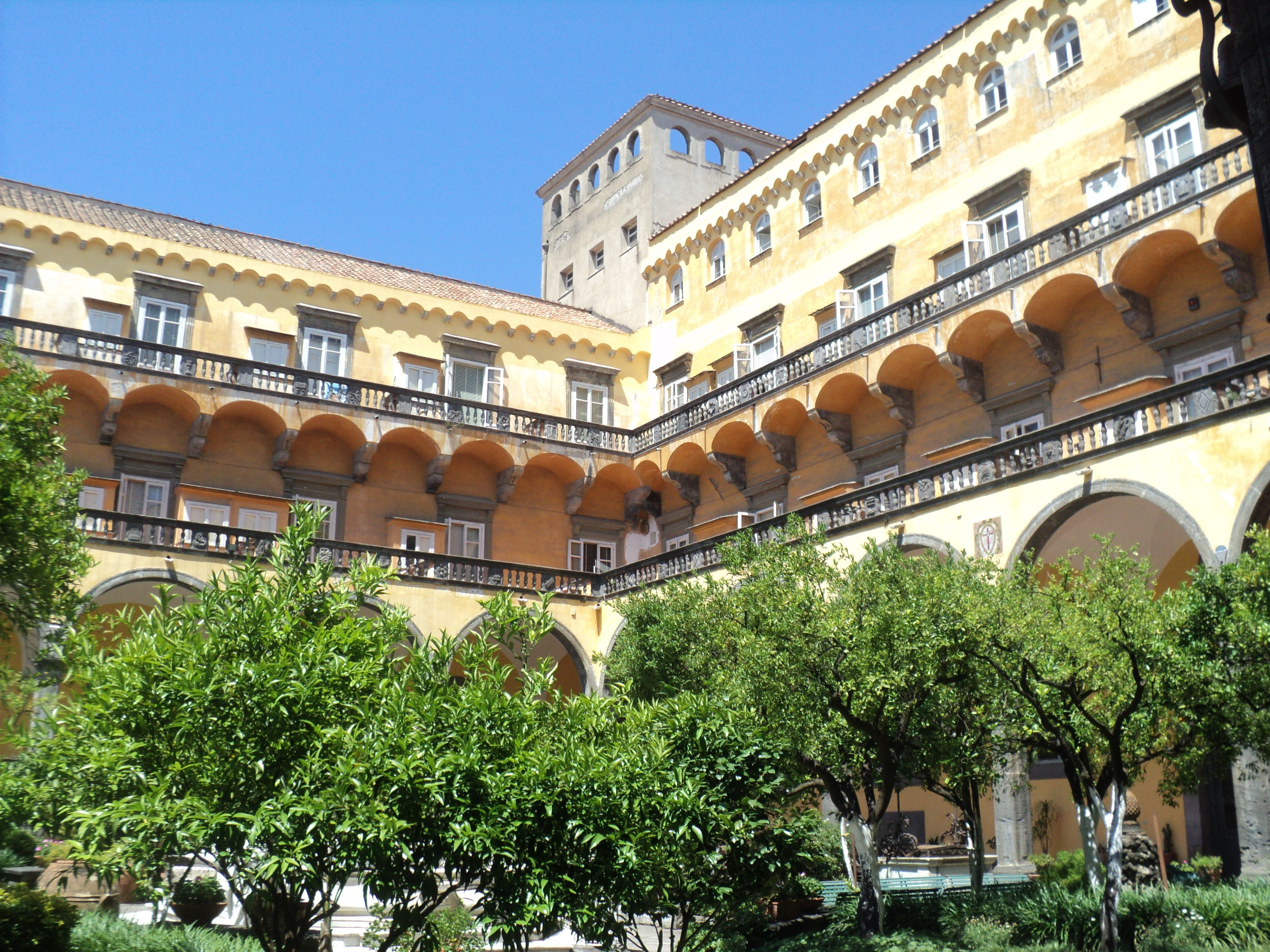
Eine Ecke des Kreuzgangs